# Baklawa algerino

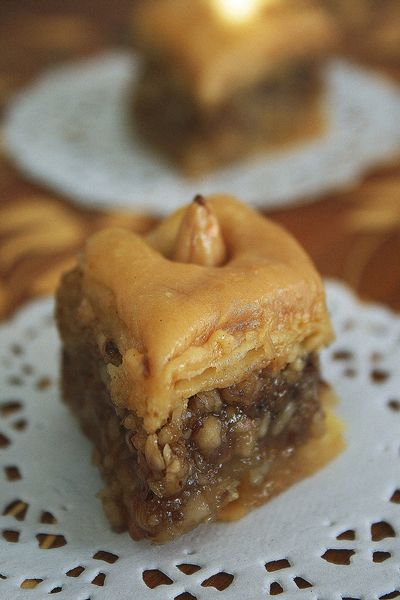
Baklawa algerino

Il baklawa algerino, noto anche come baklawa algerino o Kaak Warqa, è una versione del baklava popolare in Algeria.
Il baklava fu introdotto nel Nord Africa sotto l'Impero ottomano e la versione algerina ha continuato ad evolversi in uno stile distintivo.
In particolare, il ripieno è fatto con mandorle finemente macinate anziché pistacchi o noci e viene aggiunta Acqua di fiori d'arancio. La pasta è tipicamente malsouka (chiamata anche warqa) piuttosto che fillo.
Come altre forme di baklava, la pasta sfoglia viene tagliata in pezzi a forma di diamante prima di essere cotta. Viene poi immerso in uno sciroppo di miele, zucchero e talvolta succo di limone.
Il baklawa algerino viene spesso servito in occasioni speciali e celebrazioni.